# Сліди катастрофи
Сліди катастрофи: Довідник про ударно-метаморфічні ефекти в наземних метеоритних ударних структурах (англ. Traces of Catastrophe: A Handbook of Shock-Metamorphic Effects in Terrestrial Meteorite Impact Structures) — книга, написана Беваном Френчем зі Смітсонівського інституту. Це комплексний науковий огляд ударних кратерів, впливова довідникова робота з цієї теми. Книга була опублікована в 1998 році Місячно-планетним інститутом у паперовому вигляді, а з часом електронна книга стала вільно доступна в інтернеті.

## Огляд
Книга складається з 8 розділів.
Розділ 1 знайомить з визнаними ударними кратерами на Землі й порівнює їх з ударними кратерами на інших планетних тілах, особливо на Місяці. На Землі ударні кратери відрізняються від інших геологічних процесів тим, що вони рідкісні, їхнє утворення виділяє надзвичайно велику кількість енергії та відбувається миттєво. Це контрастує з іншими геологічними явищами, які здебільшого займають дуже довгі періоди.
Розділ 2 охоплює астероїди й комети. Обговорено історичні зіткнення, зокрема Тунгуську подію 1908 року. Існує таблиця порівняння ефектів від невеликих до найбільших падінь метеорів.
Розділ 3 розповідає про процес утворення кратера під час зіткнення. Поширення ударної хвилі призводить до послідовних стадій контакту/стиснення, екскавації та модифікації. Розділ розрізняє прості та складні кратери та багатокільцеві басейни. Потім проаналізовано процеси ерозії, які тривають після утворення кратера.
Глава 4 розповідає про ударний метаморфізм — зміни гірських порід під дією екстремальних, але короткочасних умов під час удару. Впливи включають конуси руйнування, особливості плоскої деформації, вибіркове плавлення та багато інших. Рівень ударного метаморфізму в гірських породах прогресує поетапно залежно від величини тиску, починаючи від тріщин й утворення брекчій до випаровування гірських порід і подальшої конденсації в скло.
У розділі 5 досліджено різні імпактити, тобто ударно-метаморфізовані породи, і місце їх знаходження в імпактній структурі на основі тиску в різних частинах процесу утворення кратерів. Теми включають брекчії, що заповнюють кратер, брекчії викидів, псевдотахіліти та брекчії ударного розплаву.
Глава 6 охоплює ударні розплави, їхній об'єм відносно розміру кратера, розплавлені породи в кратері, брекчії ударного розплаву, дайки, силли та тектити.
Розділ 7 присвячений пошуку нових ударних структур. Він включає методи пошуку та перевірки з використанням унікальних особливостей кратерів, про які йшлось раніше.
Розділ 8 звертається до майбутнього, розглядає поточні проблеми та теми для подальших досліджень.
Додаток «Критерії для розпізнавання наземних ударних структур» містить контрольний список для використання під час перевірки потенційних місць удару.

## Вплив і визнання
Книга стала дуже впливовою й цитованою в галузі дослідження ударних кратерів. Earth Impact Database вказує «Сліди катастрофи» серед рекомендованої літератури на своїй вступній сторінці про ударні кратери. База даних Impact Field Studies Group Impact Database стверджує, що її необхідно прочитати, перш ніж подавати спостереження нових місць удару. Центр космічних польотів імені Ґоддарда вказує цю книгу в списку загальних джерел з планетарної науки в Сонячній системі. NASA GSFC також має навчальний сайт з дистанційного зондування, який називає «Сліди катастрофи» «винятковим резюме утворення кратерів».